# Excursão do Clube Atlético Mineiro à Europa em 1950
O título simbólico de Campeão do Gelo foi um episódio na história do Atlético em que o time mineiro jogou uma série de partidas amistosas na Europa, tornando-se o primeiro clube de Minas Gerais e um dos primeiros do Brasil a competir no continente europeu.
Os resultados do Atlético, muitos dos quais obtidos sob condições climáticas adversas, foram vistos pela mídia esportiva nacional da época como uma conquista histórica para o futebol brasileiro, tendo em vista o trauma do Maracanazo (a partida que decidiu a Copa de 1950 a favor dos uruguaios, deixando os brasileiros desolados).
| “ | A campanha que o Atlético Mineiro acaba de empreender em gramados europeus, há de ficar, sem dúvida, na história como mais um feito do futebol brasileiro. Disputar dez partidas em países e em cidades diferentes, e sob climas inegavelmente adversos, com um resultado de seis vitórias e dois empates, constitui um feito glorioso. Um acontecimento digno de figurar nos arquivos de glórias do feito dos nossos craques. | ” |

O Atlético jogou dez partidas entre 1 de novembro e 7 de dezembro nos seguintes países: Alemanha, Áustria, Bélgica, Luxemburgo e França. A equipe venceu 6 jogos, perdeu dois e empatou os restantes, marcando 24 gols e sofrendo 18. Na volta ao Brasil, o clube foi homenageado pela CBD no Maracanã, antes de um jogo do Campeonato Carioca.

## História

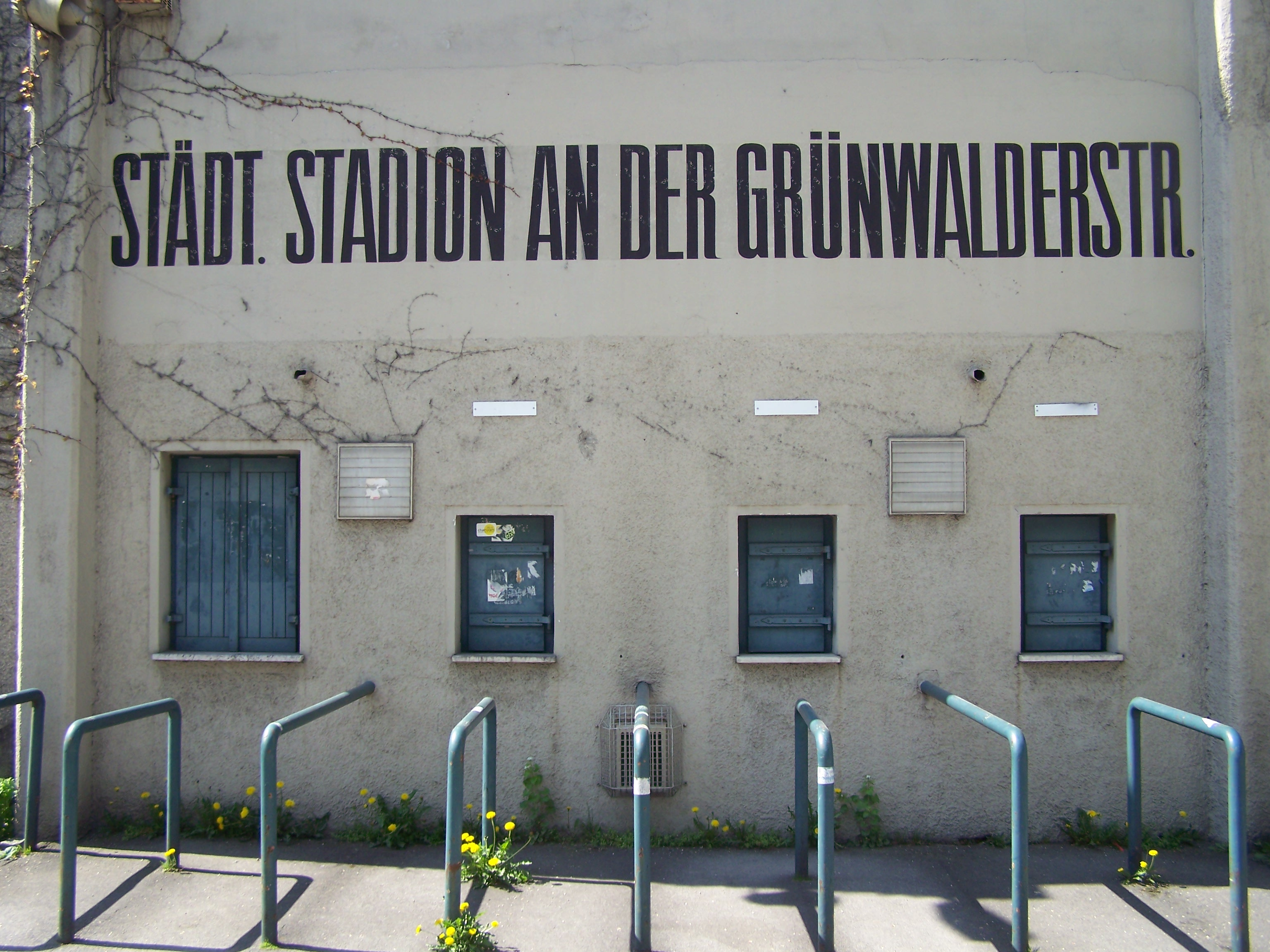
Bilheteria do Grünwalder Stadion em Munique (Alemanha): aqui começou a saga atleticana nos gramados europeus no inverno de 1950.

Em 1950, uma comissão formada sob a chancela da Federação Alemã (DFB) viajou ao Brasil para escolher um clube de futebol para realizar uma série de amistosos na Alemanha contra algumas das principais esquipes daquele país. O trauma do Maracanazo e a proximidade com a Segunda Guerra Mundial (em que Brasil e Alemanha estiveram em lados opostos) pode ter feito com que os clubes do Rio de Janeiro e de São Paulo — historicamente os centros futebolísticos do país — recusassem a participação nessa turnê abrindo espaço para um convite oficial ao Atlético, que por aquele tempo possuía um grande plantel dirigido pelo técnico Ricardo Díez e que contava com craques de renome como Kafunga, Barbatana, Zé do Monte, Nívio Gabrich, Alvinho, Vaguinho e Lucas Miranda.
A delegação atleticana chegou em Frankfurt em 27 de outubro onde foi recebida pela mídia esportiva alemã com entusiasmo, uma vez que o time mineiro era o primeiro clube brasileiro a jogar naquele país. O Atlético seguiu para Munique onde realizou sua primeira partida em solo europeu: o time brasileiro enfrentou o TSV 1860 München da Oberliga Süd, e venceu pelo placar de 4x3 diante de 35.000 espectadores no Grünwalder Stadion. Hamburgo foi a segunda parada, onde jogou contra o Hamburger SV da Oberliga Nord, que tinha em seu time nomes como Fritz Laband e Josef Posipal: o jogo terminou 4x0 para o Atlético diante de 20.000 pessoas no Rothenbaum, foi a primeira vez que o time alemão perdeu em casa para uma equipe estrangeira.
Apenas 24 horas depois do jogo em Hamburgo e o time viajou para Bremen para jogar no mesmo dia contra o Werder Bremen, e com a presença de 26.000 pessoas no Weserstadion o Atlético foi derrotado por 3x1. Após uma semana de repouso, a equipe viajou para Gelsenkirchen para enfrentar o FC Schalke 04 de Bernhard Klodt, Hermann Eppenhoff e Paul Matzkowski, entre outros grandes jogadores. O jogo também marcou a despedida de Ernst Kuzorra e Fritz Szepan. Aos vinte minutos do primeiro tempo a partida foi paralisada para que essas duas lendas do futebol alemão fossem homenageadas pelos mais de 30.000 torcedores presentes no Glückauf-Kampfbahn. Reiniciada a partida o Atlético venceu por 3x1. O time partiu para Viena e enfrentou o Rapid Viena diante de 60.000 pessoas no Pfarrwiese, a partida terminou 3x0 a favor dos austríacos. Cabe ressaltar que o clube vienense possuía a base da Seleção Austríaca, em outras palavras, um grande time com nomes como Walter Zeman, Gerhard Hanappi, Alfred Körner, Robert Körner, Robert Dienst, Erich Probst e Ernst Happel.
O Atlético ainda foi até o Protectorado de Sarre jogar contra o 1.FC Saarbrücken, base da Seleção do Sarre que jogou as Eliminatórias da Copa de 1954: a partida terminou 2x0 para o Atlético com uma grande atuação do goleiro rival, o lendário Erwin Strempel. O Atlético seguiu para Bruxelas onde encarou no Constant Vanden Stock Stadium o RSC Anderlecht do famoso goleador Joseph Mermans: vitória por 2x1. O clube retornou à Alemanha para enfrentar o Eintracht Braunschweig da Gauliga Süd no Eintracht-Stadion, a partida terminou empatada em 3x3. Nesta etapa da excursão, os jogadores alvinegros já demonstravam sinais de desgaste físico devido as rigorosas condições climáticas. O próximo destino foi o Grão-Ducado de Luxemburgo, onde time mineiro jogou com o Union Luxemburgo, novo empate em 3x3. A turnê terminou em Paris com uma partida contra o Stade Français no Parc des Princes: vitória brasileira por 2x1. Outros dois jogos que já estavam agendados foram desmarcados devido ao estado de saúde dos atletas: contra o Arsenal FC em Londres, e contra o Lille em Paris.

## Resultados
| 1 de novembro | TSV 1860 München              | 3-4           | Atlético Mineiro                          | Grünwalder Stadion, Munique      |
|               | Thanner 13' · Sommer 71', 80' | Ficha do Jogo | Lucas 07', 35' · Lauro 27' · Vaguinho 68' | Público: 30,000 Árbitro: Hechert |

| 4 de novembro | Hamburgo SV | 0-4           | Atlético Mineiro                         | Sportplatz at Rothenbaum, Hamburgo |
|               |             | Ficha do Jogo | Nívio 13' · Alvinho 20' · Lucas 27', 74' | Público: 20,000 Árbitro: Rexhauser |

| 5 de novembro | Werder Bremen                         | 3-1           | Atlético Mineiro | Weserstadion, Bremen |
|               | Prausser · Bourdnchi 69' · Poeche 81' | Ficha do Jogo | Lucas 55'        | Público: 26,000      |

| 12 de novembro | FC Schalke 04 | 1-3           | Atlético Mineiro   | Glückauf-Kampfbahn, Gelsenkirchen |
|                | Gol marcado   | Ficha do Jogo | Vaguinho , · Lucas | Público: 30,000                   |

| 16 de novembro | SK Rapid Viena                       | 3-0           | Atlético Mineiro | Pfarrwiese, Viena |
|                | Dienst 14' · Körner 35' · Probst 69' | Ficha do Jogo |                  | Público: 60,000   |

| 20 de novembro | 1. FC Saarbrücken | 0-2           | Atlético Mineiro | Kieselhumes, Saarbrücken |
|                |                   | Ficha do Jogo | Nívio 82', 87'   | Público: 16,000          |

| 22 de novembro | RSC Anderlecht | 1-2           | Atlético Mineiro | Constant Vanden Stock Stadium, Bruxelas |
|                | Mermans 38'    | Ficha do Jogo | Vaguinho 29' ·   | Público: 35,000                         |

| 26 de novembro | Eintracht Braunschweig        | 3-3           | Atlético Mineiro                           | Eintracht-Stadion, Brunsvique |
|                | Schroder 37' · Thamm 67', 89' | Ficha do Jogo | Vaguinho 18' · Alvinho 53' · Murilinho 79' | Público: 30,000               |

| 5 de dezembro | Union Luxembourg                 | 3-3           | Atlético Mineiro         | Stade Achille Hammerel, Luxemburgo |
|               | Müller · Hermann · Juca (contra) | Ficha do Jogo | Vaguinho · Lauro · Nívio | Público: 1,800                     |

| 7 de dezembro | Stade Français | 1-2           | Atlético Mineiro      | Parc des Princes, Paris |
|               | Drouet 72'     | Ficha do Jogo | Nívio 24' · Lucas 43' |                         |

## Delegação

### Jogadores
Nota: Bandeiras indicam equipe nacional, conforme definido pelas regras de elegibilidade da FIFA. Os jogadores podem ter mais de uma nacionalidade não-FIFA.
| N.º |        | Posição | Jogador     |
| --- | ------ | ------- | ----------- |
| –   | Brasil | G       | Kafunga     |
| –   | Brasil | G       | Mão de Onça |
| –   | Brasil | D       | Afonso      |
| –   | Brasil | D       | Oswaldo     |
| –   | Brasil | D       | Juca        |
| –   | Brasil | D       | Márcio      |
| –   | Brasil | M       | Moreno      |
| –   | Brasil | M       | Vicente     |
| –   | Brasil | M       | Zé do Monte |
| –   | Brasil | M       | Haroldo     |

| N.º |        | Posição | Jogador       |
| --- | ------ | ------- | ------------- |
| –   | Brasil | M       | Barbatana     |
| –   | Brasil | M       | Vicente Pérez |
| –   | Brasil | A       | Lucas Miranda |
| –   | Brasil | A       | Lauro         |
| –   | Brasil | A       | Zezinho       |
| –   | Brasil | A       | Alvinho       |
| –   | Brasil | A       | Nívio Gabrich |
| –   | Brasil | A       | Vavá          |
| –   | Brasil | A       | Murilinho     |
| –   | Brasil | A       | Vaguinho      |

### Outros componentes
| Função             | Nome               |
| ------------------ | ------------------ |
| Técnico            | Ricardo Diéz       |
| Médico             | Abdo Arges         |
| Chefe da delegação | Domingos Dângelo   |
| Intérprete         | Teodora Breickport |
| Diários Associados | Francisco Américo  |